# Emmanuelle Riva
Emmanuelle Riva, pseudonimo di Paulette Germaine Riva (Cheniménil, 24 febbraio 1927 – Parigi, 27 gennaio 2017), è stata un'attrice cinematografica francese.
Il suo nome è indissolubilmente legato al capolavoro cinematografico Hiroshima mon amour del 1959, diretto dal celebre regista Alain Resnais, film che la fece diventare in breve tempo una star internazionale.

## Biografia
Nacque da Jeanne Fernande Nourdin, una sarta, e René Alfred Riva, un decoratore di insegne di origini italiane. Tra le più famose e importanti attrici cinematografiche francesi, dopo gli esordi nel mondo del teatro la Riva si distinse in pellicole dirette da Georges Franju, Marco Bellocchio, Krzysztof Kieślowski, Michael Haneke, aggiudicandosi anche diversi premi internazionali. Nel 1962 vinse la Coppa Volpi per la miglior interpretazione femminile alla 23ª Mostra internazionale d'arte cinematografica di Venezia grazie al film Il delitto di Thérèse Desqueyroux, mentre nel 2013 fu candidata al premio Oscar alla miglior attrice per Amour di Michael Haneke. Per lo stesso film vinse il Premio BAFTA alla miglior attrice, l'European Film Award e il Premio César.

## Filmografia parziale

Emmanuelle Riva in Kapò (1959)

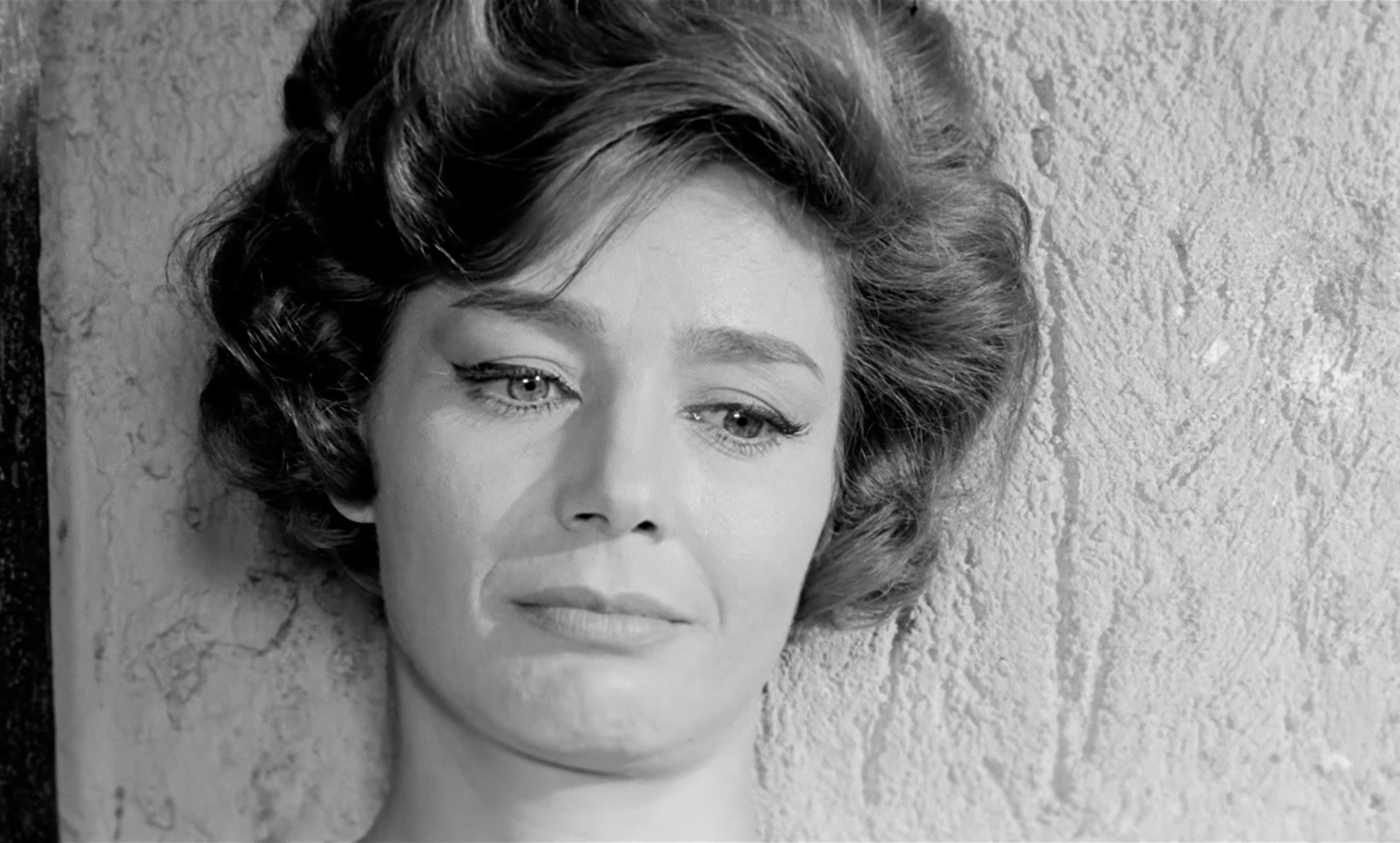
Emmanuelle Riva in Adua e le compagne (1960)

- Hiroshima mon amour, regia di Alain Resnais (1959)
- Kapò, regia di Gillo Pontecorvo (1959)
- Le Huitième Jour, regia di Marcel Hanoun (1960)
- Tra due donne (Recours en grâce), regia di László Benedek (1960)
- Adua e le compagne, regia di Antonio Pietrangeli (1960)
- Léon Morin, prete (Léon Morin, prêtre), regia di Jean-Pierre Melville (1961)
- Sensi inquieti (Climats), regia di Stellio Lorenzi (1962)
- Il delitto di Thérèse Desqueyroux (Thérèse Desqueyroux), regia di Georges Franju (1962)
- Le ore dell'amore, regia di Luciano Salce (1963)
- Il triangolo del delitto (Le Gros Coup), regia di Jean Valère (1964)
- Thomas l'imposteur, regia di Georges Franju (1965)
- La donna che viveva sola, episodio di Io uccido, tu uccidi, regia di Gianni Puccini (1965)
- Attentato al pudore (Les Risques du métier), regia di André Cayatte (1967)
- I frutti amari (Fruits amers - Soledad), regia di Jacqueline Audry (1967)
- Safari 5000, regia di Koreyoshi Kurahara (1969)
- Andrò come un cavallo pazzo (J'irai comme un cheval fou), regia di Fernando Arrabal (1973)
- Ariane, regia di Pierre-Jean de San Bartolomé (1974)
- Le Diable au cœur, regia di Bernard Queysanne (1976)
- Les Jeux de la Comtesse Dolingen de Gratz, regia di Catherine Binet (1980)
- Gli occhi, la bocca, regia di Marco Bellocchio (1982)
- Liberté la nuit, regia di Philippe Garrel (1984)
- La passione di Bernadette (La Passion de Bernadette), regia di Jean Delannoy (1989)
- Loin du Brésil, regia di Tilly (1992)
- Tre colori - Film blu, regia di Krzysztof Kieślowski (1993)
- Sciampiste & Co. (Vénus beauté (institut)), regia di Tonie Marshall (1999)
- La Mort intime, regia di Jean-Pierre Améris (2001)
- Les Cadets de Gascogne, regia di Emmanuel Bourdieu (2003)
- Éros thérapie, regia di Danièle Dubroux (2004)
- Un uomo e il suo cane (Un homme et son chien), regia di Francis Huster (2008)
- Amour, regia di Michael Haneke (2012)
- Parigi a piedi nudi (Paris pieds nus), regia di Fiona Gordon e Dominique Abel (2016)

## Opere
- Danzerai senza muoverti, testo francese a fronte, traduzione di Sheila Concari, 2015, Mincione Edizioni.

## Doppiatrici italiane
- Maria Pia Di Meo in Adua e le compagne, Parigi a piedi nudi
- Vittoria Febbi in Un uomo e il suo cane, Amour
- Andreina Pagnani in Hiroshima mon amour
- Lia Curci in Kapò
- Fiorella Betti in Leon Morin prete
- Adriana Asti in Le ore dell'amore
- Luisella Visconti in Io uccido, tu uccidi
- Anna Maria Gherardi in Gli occhi, la bocca
- Graziella Polesinanti in Tre colori - Film Blu

## Premi e candidature
- Premio César
  - 2013 - Premio César per la migliore attrice per Amour
- Premio BAFTA
  - 1961 - Nomination BAFTA alla migliore attrice straniera per Hiroshima mon amour
  - 2013 - BAFTA alla migliore attrice protagonista per Amour
- Festival di Venezia
  - 1962 - Coppa Volpi per la migliore interpretazione femminile per Il delitto di Thérèse Desqueyroux
- European Film Awards
  - 2012 - European Film Award per la miglior attrice, per Amour
- Premio Oscar:
  - 2013 - Nomination Oscar alla miglior attrice per Amour